# Santa Teresinha (Bahía)
Santa Teresinha es un municipio brasileño del estado de Bahía. Se localiza a una latitud 12º46'19" sur y a una longitud 39º31'24" oeste, estando a una altitud de 227 metros. Su población estimada en 2004 era de 8.612 habitantes.
Posee un área de 713,167 km². 